# Andreas Wilhelm Cramer
Andreas Wilhelm Cramer (* 24. Dezember 1760 in Kopenhagen; † 23. Januar 1833 in Kiel) war ein deutscher Rechtslehrer und Bibliothekar.

## Leben
Andreas Wilhelm Cramer war ein Sohn des Theologen Johannes Andreas Cramer und dessen Ehefrau Juliane Charlotte Radicke (* 25. August 1726 in Leipzig). Vorfahren der Familie kamen aus Sachsen und arbeiteten zumeist als Landwirte und Handwerksmeister. Sein Bruder Carl Friedrich Cramer war ein bekannter Theologe.
Cramer besuchte ab 1774 die Fürstenschule in Grimma, an der er umfassenden humanistischen Unterricht bekam. Ein folgendes Studium der Jurisprudenz an der Universität Kiel und der Universität Leipzig beendete er 1785 an der Kieler Universität mit der Promotion zum Dr. jur. Danach arbeitete er als Privatdozent. 1786 erhielt er einen Ruf als außerordentlicher Professor der Kieler Universität und 1792 als ordentlicher Professor für römisches Recht. Ab 1826 arbeitete er als Oberbibliothekar für die Universitätsbibliothek Kiel.
Cramer war verheiratet mit Charlotte Zachariä (* 24. März 1764 in Bützow), deren Vater Gotthilf Traugott Zachariae ein bekannter Theologe war. Das Ehepaar hatte fünf Söhne und die Tochter Meta (1789–1808), die ab etwa 1805 mit dem Organisten der Kieler Nikolaikirche, Johann Georg Christian Apel, verheiratet war.

## Wirken an der Kieler Universität
Während seiner Lehrveranstaltungen zum römischen Recht stellte Cramer, im Gegensatz zu Friedrich Carl von Savigny, den Gesamtstoff nicht systematisch im Überblick dar. Stattdessen behandelte er, wie er selbst sagte, seinem Vorbild Jacques Cujas folgend, einzelne Stellen der Pandekten. Außerdem erläuterte er spezielle Fragestellungen, die er jedoch nicht in einem Gesamtbild zusammenführte. Er sprach oft geistreich und scharfsinnig zum römischen Recht und zu Schriftstellern wie Cicero, Sueton oder Juvenal. Seine Schüler mochten ihn aufgrund seines humorvollen und launigen Stils.
Cramer brachte der neueren historischen Rechtslehre Wertschätzung entgegen. Er pflegte Kontakte zu deren Vertretern wie Anton Friedrich Justus Thibaut, Paul Johann Anselm von Feuerbach, Pätz und Albrecht Schweppe, die teilweise auch in Kiel unterrichteten und mit denen er sich gut verstand. Dennoch verfolgte er die von Christian Gottlieb Haubold verkörperte philologisch-antiquaristische Lehre. Seinen Schülern vermittelte er somit gute Grundkenntnisse der Humanistik, denen beim schleswig-holsteinischen Amtsexamen eine besondere Bedeutung beigemessen wurde.
Cramers wesentliche Bedeutung lag nicht in den vielen von ihm verfassten juristischen Schriften. Wichtiger war sein erzieherisches Einwirken auf den akademischen Nachwuchs und sein Einsatz für die Belange der Hochschule. Außerdem beeinflusste er die Kieler Spruchfakultät wesentlich. Cramer gehörte dem Spruchkollegium, dessen Vorsitz er 1815 übernahm, anfangs nur widerwillig an. Er forderte später nachdrücklich sorgfältige Aktenarbeit und eine ebensolche Erörterung des Rechtspunktes. Seine Urteile zu Fragen der Universität fanden große Beachtung. Für einen großen Zeitraum galt er bei Fragestellungen zu Berufungen in der juristischen Fakultät als einflussreichster Berater des Kurators.
Da er sich mit Kiel und den Herzogtümern sehr verbunden fühlte, lehnte Cramer alle Rufe anderer Universitäten ab. 1822 verfasste er als einziges umfassenderes Werk in deutscher Sprache eine „Hauschronik“. Darin schilderte er seine Anhänglichkeit an die Region, aus der er stammte.
Ab 1826 beschäftigte sich Cramer, der über umfangreiche Literaturkenntnisse verfügte, nahezu ausschließlich damit, die Kieler Universitätsbibliothek neu zu organisieren. Er konnte die Buchbestände vergrößern, die Bibliothek in passenderen Räumlichkeiten unterbringen und die Bestände besser katalogisieren. 
1810 wurde Cramer zum Etatsrat ernannt. Die Kieler Universität ernannte ihn 1827 zum Dr. phil. h. c. Für seine Verdienste wurde er zum Ritter vom Dannebrog und Dannebrogsmann ernannt.

## Veröffentlichungen (in deutscher Sprache)
- Haus-Chronik, meinen Anverwandten und Freunden zum Andenken gewidmet. Perthes u. Besser, Hamburg 1822.

- Kleine Schriften. Hrsg. von Henning Ratjen. Leipzig 1837.